# Collection Fred Vargas
Pour les articles homonymes, voir Fred Vargas.
Collection Fred Vargas est une série télévisée française en neuf téléfilms de 90 minutes créée par Josée Dayan, adaptée des œuvres de l'auteure de romans policiers Fred Vargas, et diffusée à partir du 15 février 2008  sur France 2.

## Synopsis
Les enquêtes du commissaire Adamsberg

## Distribution

### Acteurs principaux
- Jean-Hugues Anglade : Jean-Baptiste Adamsberg (épisode 1 à 7)
- Jacques Spiesser : Adrien Danglard (épisode 1 à 7)
- Hélène Fillières : Camille Forestier
- Corinne Masiero : Violette Retancourt
- Yvan Attal : commissaire Jean-Baptiste Adamsberg (depuis l'épisode 8)
- Louis-Do de Lencquesaing : Danglard (depuis l'épisode 8)

### Acteurs secondaires
- Myriam Boyer : Clémentine (épisodes 1 et 2 : Sous les vents de Neptune)
- Jeanne Moreau : Josette (épisodes 1 et 2 : Sous les vents de Neptune)
- Sandra Speichert : Noëlla (épisodes 1 et 2 : Sous les vents de Neptune)
- Rémy Girard : Surintendant Aurèle Laliberté (épisodes 1 et 2 : Sous les vents de Neptune)
- Raymond Bouchard : Commandant Trabelmann (épisodes 1 et 2 : Sous les vents de Neptune)
- Bernard Freyd : Divisionnaire Brézillon (épisodes 1 et 2 : Sous les vents de Neptune)
- Martin Jobert : Le jeune Adamsberg (épisodes 1 et 2 : Sous les vents de Neptune)
- Roland Copé : L'agent immobilier (épisodes 1 et 2 : Sous les vents de Neptune) puis médecin légiste
- Charlotte Rampling : Mathilde Forestier (épisode 3 : L'homme aux cercles bleus)
- Jean-Pierre Léaud : Le Nermord (épisode 3 : L'homme aux cercle bleus)
- Stanislas Merhar : Reyer (épisode 3 : L'homme aux cercle bleus)
- Didier Terron : Favre (épisode 3 : L'homme aux cercles bleus)

## Épisodes
- Téléfilms 1 et 2 : Sous les vents de Neptune (diffusion le 15 et le 22 février 2008)
- Téléfilm 3 : L'Homme aux cercles bleus (diffusion le 28 octobre 2009)
- Téléfilm 4 : L'Homme à l'envers (diffusion le 3 novembre 2009)
- Téléfilm 5 : Un lieu incertain (diffusion le 12 novembre 2010)
- Téléfilms 6 et 7 : Quand sort la recluse (diffusion le 10 et le 17 avril 2019)[1]
- Téléfilms 8 et 9 : Sur la dalle (diffusion le 21 et le 28 octobre 2024)[2]